# KNM Fridtjof Nansen
Pour les autres navires du même nom, voir KNM Fridtjof Nansen (homonymie).
Le KNM Fridtjof Nansen (F310) est la première frégate de la classe Nansen dans la Marine royale norvégienne. Elle est admise au service actif en avril 2006 et est spécialisée dans la lutte anti-sous-marine et la lutte antinavire. Son port d'attache est Håkonsvern, près de Bergen dans le comté de Hordaland.

## Caractéristiques

### Navigation

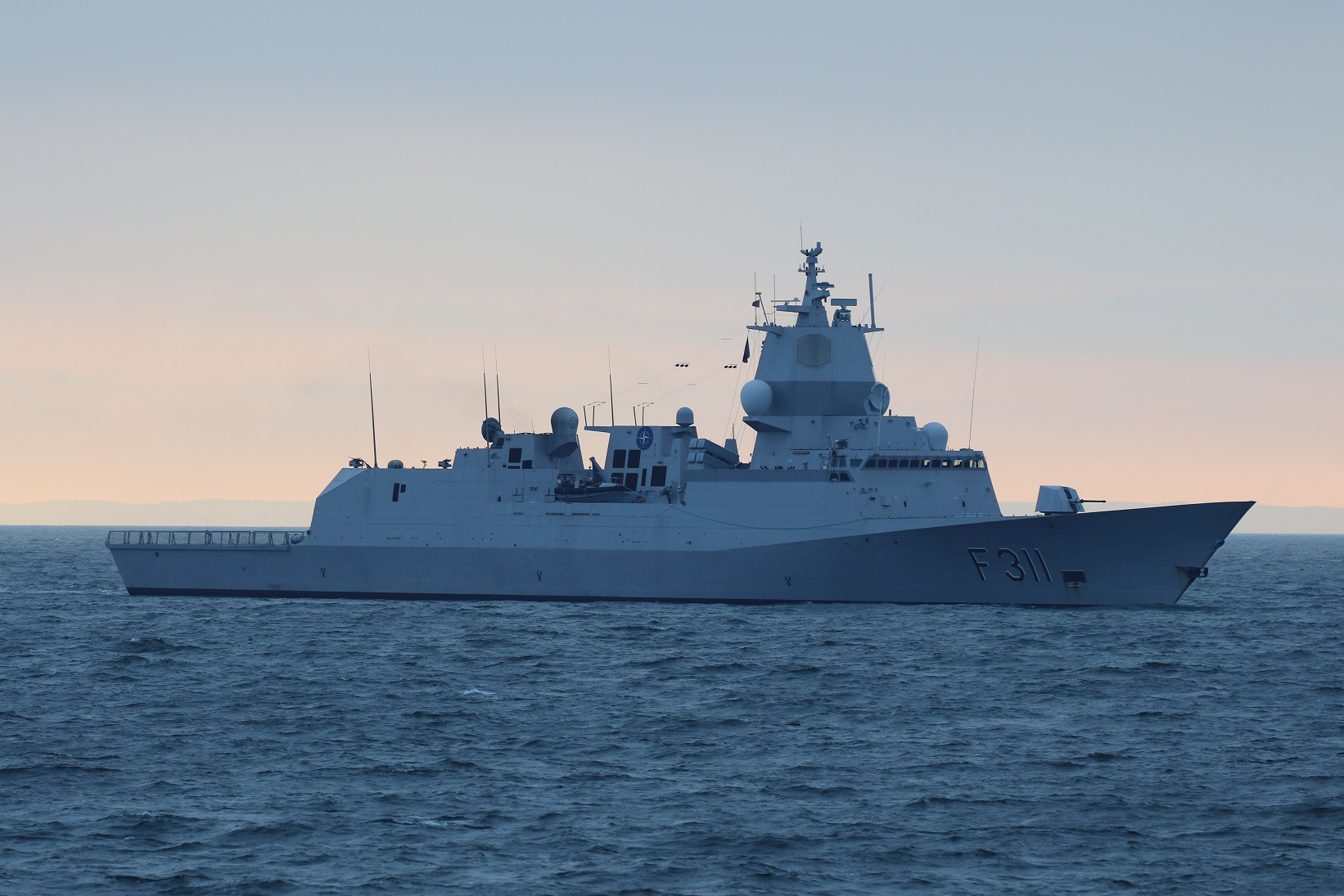
Le KNM Fridtjof Nansen en 2017.

Tête de série de sa classe de navire, long de 134 mètres et affichant un déplacement de 5 290 tonnes en charge, le KNM Fridtjof Nansen est armé par 120 marins (pouvant aller jusqu'à 146) et peut atteindre la vitesse de 27 nœuds grâce à ses turbines à gaz.

### Armement
La frégate est dotée de trente-deux missiles antiaériens RIM-162 ESSM, de huit missiles antinavires Naval Strike Missile, d'un canon Otobreda de calibre 76 mm, de trois tourelleaux Sea Protector armés de mitrailleuses Browning M2, de quatre tubes lance-torpilles Sting Ray et de deux canons à son.
L’équipement électronique comprend notamment le système de combat Aegis avec un radar à quatre faces planes SPY-1F américain, un sonar de coque et un sonar remorqué (Captas 2) pour la lutte anti-sous-marine.
Elle embarque un hélicoptère NH90.

## Construction
Le navire doit son nom à l'explorateur et homme d'État norvégien Fridtjof Nansen. Les cinq navires de la classe Nansen sont construits de 2003 à 2009 à Ferrol en Espagne par la société Navantia et leur port d'attache se trouve à Håkonsvern. Les sister-ships du KNM Fridtjof Nansen sont le KNM Roald Amundsen, le KNM Otto Sverdrup, le KNM Helge Ingstad et le KNM Thor Heyerdahl.
Le coût total du « programme Nansen » est d'environ 21 milliards de couronnes norvégiennes soit 4 milliards par navire (ou environ 300 millions d'euros l'unité).

## Carrière opérationnelle

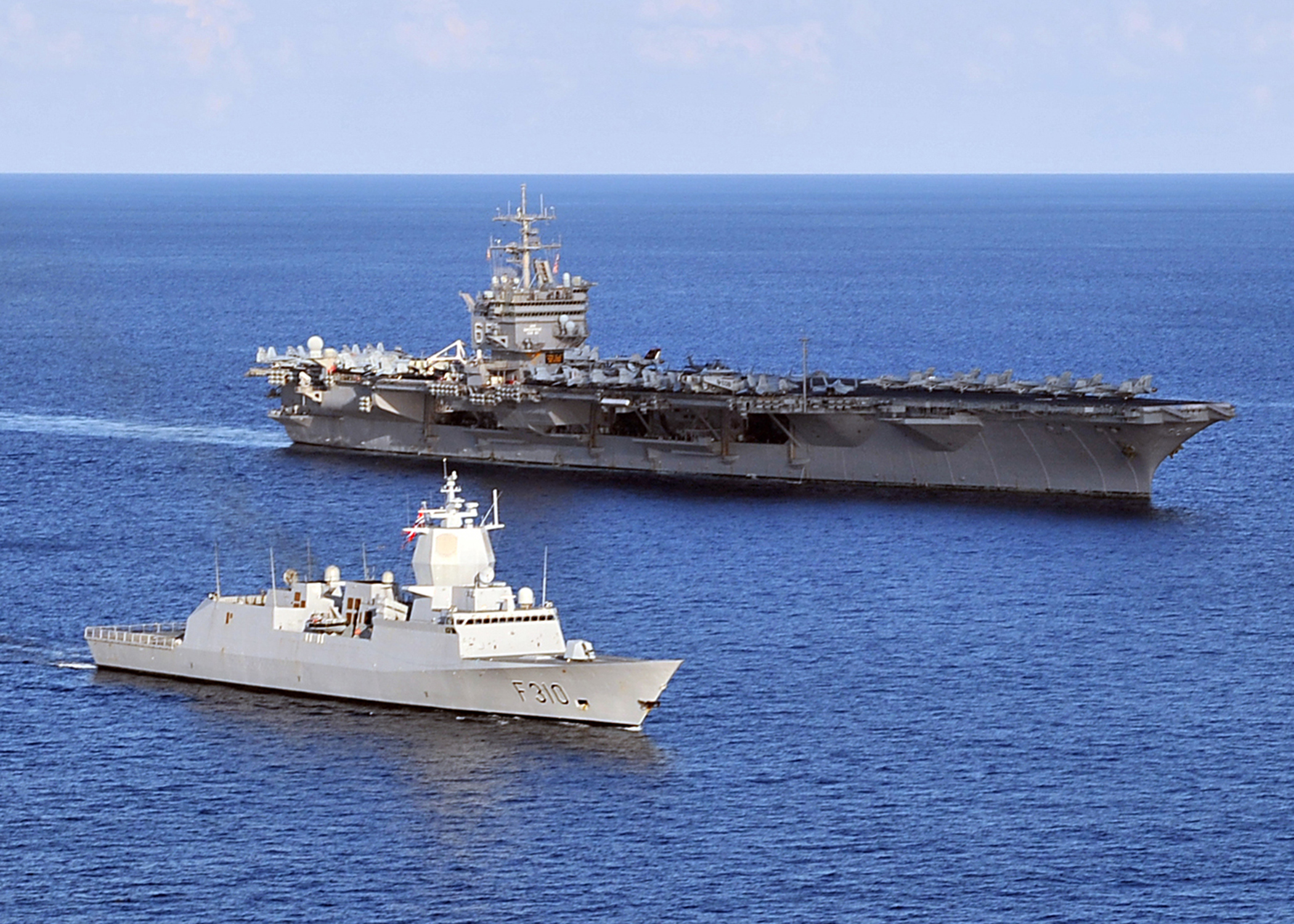
Le Fridtjof Nansen navigant de conserve avec le porte-avions en 2010.

En août 2009, le Fridtjof Nansen participe à l'opération Atalante mené par l'Union européenne dans l'Océan Indien pour lutter contre la piraterie au large de la Somalie.
La frégate est intégrée en 2014 à l'exercice RIMPAC mené par la flotte du Pacifique de la marine américaine dans l'océan Pacifique lors duquel elle utilise un Naval Strike Missile pour cibler et couler le transport de chalands de débarquement (désarmé) de la classe Austin, le USS Ogden, à 55 milles nautiques au large d'Hawaï.